# دیگو ریس (بازیکن فوتبال، زاده ۱۹۷۹)
دیگو ریس (انگلیسی: Diego Reyes؛ زادهٔ ۲۱ ژوئیهٔ ۱۹۷۹) بازیکن فوتبال اهل اسپانیا است.
از باشگاه‌هایی که در آن بازی کرده‌است می‌توان به باشگاه خیمناستیک تاراگونا، باشگاه فوتبال کوردوبا، باشگاه فوتبال رئال بتیس، و باشگاه فوتبال کادیس اشاره کرد.